# Bomb the Music Industry!
Bomb the Music Industry! (comúnmente abreviado como BtMI!) es un colectivo musical originario de Baldwin, Nassau County, New York.  Ellos escriben, producen y distribuyen toda su música bajo el liderazgo del compositor y productor Jeff Rosenstock.
Son conocidos por su ética punk Hazlo tu mismo (DIY: Do It Yourself en inglés), lo que se aprecia en acciones como la distribución de seis álbumes propios de manera gratuita al colocarlos en su página web, y ofreciendo stencils y pintura gratis para que sus fanes puedan crear sus propias poleras. También ofrecen a sus fanes la oportunidad de tocar en vivo si se aprenden una canción y llevan su instrumento al recital. Desde abril de 2009, la banda sólo toca en conciertos para todas las edades con entradas cuyo valor no supere los USD$10.
Rosenstock y varios otros contribuyentes eran anteriormente miembros de la banda The Arrogant Sons of Bitches. Cuando esa banda se estaba separando, Rosenstock grabó la primera canción de BtMI!, "Sweet Home Cananada," usando su micrófono incorporado a su PowerBook. "Yo escribí esa canción y la puse ahí para ver si alguien la quería. Así es como comenzó, la gente se interesó y a mi me gusta grabar cosas."

## Estilo
Bomb the Music Industry! interpreta una mezcla de varios estilos musicales, anclándose en el ska y el punk hardcore. Las influencias van más allá del ska y el punk, como la experimentación en el estudio, synth pop, y hardcore DC; mezclándolo todo. Rosenstock dice que bandas como Harvey Danger y Neutral Milk Hotel también son una influencia evidente en canciones como "This Graceless Planet" (una adaptación de una canción de We Versus The Shark con la estética musical de of Bomb the Music Industry!), "Stand There Until You're Sober", y muchas otras canciones experimentales (que contienen, respectivamente, cortes sintéticos discordantes, vueltas hacia atrás, y compases como 23/4). En sus presentaciones en vivo la banda ha comenzado a utilizar tecnología digital para crear cortes que suenan como si saltaran en juegos de video de 8 bit. 
Liricalmente, las canciones de BtMI! varían ampliamente entre el furioso arena rock hasta canciones corrientes sobre buscar un trabajo. También tienen un buen sentido del humor, como en  "Can I Pay My Rent In Fun?" y "Sorry, Brooklyn. Dancing Won't Solve Anything."  Un periodista describió a la banda como "ska para gente inteligente." Jeff Rosenstock respondió, "...puedes llamarnos música ska para inteligentes o indie rock para estúpidos al mismo tiempo. Es simpático que alguien piense que somos inteligentes."

## Giras
Bomb the Music Industry! ha dado giras como un dúo que consiste de Rosenstock y Rick Johnson  de Rick Johnson Rock And Roll Machine y Mustard Plug. Ambos cantan mientras Rosenstock toca la guitarra y Johnson el bajo. Ambos tocan también variados instrumentos, como el theremin, tuba batería, y saxófono. Además, se sabe que Rosenstock toca el teclado con sus pies. A menudo, este dúo se presenta acompañado de un iPod conectado al sistema de sonido que reemplaza todos los instrumentos que ellos dos no pueden tocar en vivo.
Bomb the Music Industry! también ha dado giras como un dúo formado por Rosenstock y Matt Kurz de The Matt Kurz One. Durante esta gira, Rosenstock lideró la banda, tocando la guitarra y el saxófono. Kurz acompañó cantando y tocó el bajo. Como en el dúo Rosenstock/Johnson, el resto de los instrumentos fueron tocados mediante el iPod. Los fanes fueron invitados a unirse para tocar con ellos en el escenario.
En diciembre de 2006, Bomb the Music Industry!, esta vez como Rosenstock y Johnson, hicieron una gira por el Reino Unido como parte de la gira Ska Is Dead con Mustard Plug y The Planet Smashers.
En mayo de 2007, Bomb the Music Industry! encabezó Skappleton 2007, el mayor festival de ska en Wisconsin.
A lo largo de junio de 2007, Bomb the Music Industry! se embarcó en lo que su página web describe como "Real Bands Tour?" (¿Gira de bandas de verdad?). En esta gira, la banda optó por tocar con como un conjunto de rock completo, que consistiera no sólo de Rosenstock como líder, sino también de dos teclistas, un bajista, un guitarrista adicional, y un baterista. Esta decisión se refleja en el estilo de su álbum Get Warmer (2007), que fue grabado con un conjunto similar de artistas en vivo. El 4 de octubre de 2008 la banda entró al estudio a grabar su álbum siguiente titulado Scrambles, que fue lanzado el 15 de febrero de 2009. El álbum Others! Others! Volume 1 fue lanzado el 7 de mayo de 2009, un álbum de demos, canciones inéditas y bonus tracks.
En una entrada de blog en su MySpace del 8 de agosto de 2009, Bomb the Music Industry! anunció la creación de su primer vídeo musical para la canción Wednesday Night Drinkball. Dirigido por Bryan Schlam, el video muestra a Rosenstock y a otros miembros de la banda cantando la canción mientras le alcanzan instrumentos para que toque mientras conducen de noche por la ciudad.

### Giras Notables
- Skank & Destroy Tour 2006 (c/ Mustard Plug, Against All Authority, Westbound Train)
- Ska is Dead UK Tour 2006 (c/ Mustard Plug, Planet Smashers)
- Catch 22 Xmas Tour 2006 (c/ Catch 22, Patent Pending, Whole Wheat Bread)
- Anti-Flag Winter Tour 2007 (c/ Anti-Flag, The Break)
- Asian Man Records Making Punk Fun Again Tour 2008 (c/ the Queers, Lemuria, Andrew Jackson Jihad, Kepi Ghoulie)

## Discografía
| Fecha de Lanzamiento en EE.UU. | Título                                                                 | Sello Discográfico                                                              |
| 2005                           | Album Minus Band                                                       | Quote Unquote Records (Digital) / Asbestos Records (Vinilo)                     |
| 2005                           | To Leave or Die in Long Island                                         | Quote Unquote Records (Digital) / Asbestos Records (Vinilo)                     |
| 2006                           | President's Day Split 7″                                               | Asbestos Records (Sólo en vinilo)                                               |
| 2006                           | Goodbye Cool World!                                                    | Quote Unquote Records (Digital) / Asbestos Records (Vinilo)                     |
| 2007                           | Get Warmer                                                             | Quote Unquote Records (Digital) / Asian Man Records (CD/Vinilo)                 |
| 2007                           | O Pioneers!!! Split 10″                                                | Quote Unquote Records (Digital) / Team Science (CD) / Asbestos Records (Vinilo) |
| 2008                           | Mustard Plug Split 7″                                                  | Suburban Home Records (Sólo en vinilo)                                          |
| 2009                           | Scrambles                                                              | Quote Unquote Records (Digital) / Asian Man Records (CD/Vinilo)                 |
| 2009                           | Others! Others! Volume 1                                               | Quote Unquote Records (Digital)                                                 |
| 2009                           | Laura Stevenson and the Cans Split 7"                                  | Quote Unquote Records (Digital) / Kiss of Death Records (Vinilo)                |
| 2010                           | Adults!!!: Smart!!! Shithammered!!! And Excited by Nothing!!!!!!! (EP) | Quote Unquote Records (Digital)                                                 |

Apariciones en Compilaciones
- V/A - More Bang for Your Buck III - Asbestos Records 2006 "Congratulations John on Joining Every Time I Die"
- V/A - Shine Some Light: A Benefit for Dan Lang-Gunn  - Asbestos Records 2006 "If Assholes got Awards, I'd Have a Trophy Case"
- V/A - Ska is Dead - Asian Man Records 2007 "I'm Terrorfied!"
- V/A - More Bang for Your Buck IV - Asbestos Records 2007 "My Response To An Article In Alternative Press"
- V/A - Everyone Living Under A Gun - The Political Party 2008 "No Rest For The Whiny"